# Ель китайская
Ель китайская (лат. Picea brachytyla) — вид рода Ель (Picea) семейства Сосновые (Pinaceae).

## Распространение и среда обитания
Ель китайская растёт в Китае (провинции Ганьсу, Нинся, Шаньси, Шэньси, Сычуань, Цинхай, Чунцин, Хубэй, Юньнань и автономный район Тибет), Индии (штат Аруначал-Прадеш) и Мьянме.
Это высокогорный вид (на высотах 1300—3800 м), произрастающий на серо-коричневых подзолистых горных почвах в муссонном континентальном климате. Обычно растёт в сообществе с пихтой густой, пихтой Форреста, елью лицзянской, сосной гималайской, тсугой гималайской, лиственницей Потанина.

## Ботаническое описание
Ель китайская — вечнозелёное дерево высотой 30—50 метров и диаметром 100—200 см. Кора серая или серо-коричневая. Иголки размером 10-25 × 1-1,5 мм. Семенные шишки изначально зелёные, при созревании — бледно-коричневые или пурпурно-коричневые, яйцевиднопродолговатые, размером 6-10 (-12) × 3-4 см. Семена длиной 12 мм . Опыляется в апреле-мае, семена созревают в сентябре-октябре.

### Разновидности
- Picea brachytyla var. brachytyla
- Picea brachytyla var. complanata

## Значение
В Китае ель является промышленным источником древесины. В Северной Америке и Европе данный вид часто встречается в дендрариях.

## Природоохранная ситуация
В 1998 году правительство Китая ввело запрет на вырубку хвойных лесов в западной части страны. Международный союз охраны природы присвоил виду статус «Vulnerable» (VU, «уязвимый»).